# Еурикида
Еурикида је у грчкој митологији била Ендимионова кћерка.

## Митологија
Према Паусанији, била је кћерка Ендимиона и Астеродије, Хромије или Хиперипе. Она је зачела са Посејдоном и родила сина Елеја.